# Jarosław Doliński
Jarosław Doliński (ur. 1881, zm. 25 listopada 1971) – inżynier, doktor nauk technicznych.

## Życiorys
Wieloletni pracownik Gazowni Miejskiej w Krakowie (wicedyrektor 1935-1939). Senior i członek honorowy Polskiego Zrzeszenia Inżynierów i Techników Sanitarnych. Publicysta i redaktor pism „Czasopismo Krakowskiego Towarzystwa Technicznego” i „Gaz, Woda i Technika Sanitarna”. Kierownik Centralnego Laboratorium Gazownictwa. Wykładowca UJ (technologia chemiczna) i AGH (zagadnienia koksownicze).
Pochowany został na Cmentarzu Rakowickim w Krakowie. Jego imieniem nazwano ulicę w krakowskich Mydlnikach.

## Odznaczenia
- Krzyż Komandorski Orderu Odrodzenia Polski
- Złoty Krzyż Zasługi
- Złota Honorowa Odznaka PZiTS
- Złota Honorowa Odznaka NOT